# The Making of Bobby Burnit
 (janvier 2024).
Si vous disposez d'ouvrages ou d'articles de référence ou si vous connaissez des sites web de qualité traitant du thème abordé ici, merci de compléter l'article en donnant les références utiles à sa vérifiabilité et en les liant à la section « Notes et références ».
Pour plus de détails, voir Fiche technique et Distribution.
The Making of Bobby Burnit est un film dramatique muet américain perdu de 1914, réalisé par Oscar Apfel et écrit par George Randolph Chester et Winchell Smith. Le film met en vedette Edward Abeles, Bessie Barriscale, Howard Hickman, George Hernandez, Theodore Roberts et Sydney Deane. Il a été publié le 17 septembre 1914 par Paramount Pictures.

## Distribution
- Edward Abeles : Bobby Burnit
- Bessie Barriscale : Agnes Elliston
- Howard Hickman : Daniel Johnson
- George Hernández : David Applerod
- Théodore Roberts : Sam Stone
- Sydney Deane : Silas Trim
- William Elmer : Biff Bates
- Robert Dunbar : l'avocat